# Psilotagma pictaria
Psilotagma pictaria là một loài bướm đêm trong họ Geometridae.